# Beatrice Wabudeya
Beatrice Mukaye Wabudeya là một bác sĩ thú y và chính trị gia người Uganda. Bà là cựu Bộ trưởng của Cơ quan Thành phố Thủ đô Kampala (KCCA), trong Nội các Uganda, từ ngày 17 tháng 3 năm 2011 đến ngày 27 tháng 5 năm 2011  Trước đó, bà giữ chức Bộ trưởng Tổng thống, từ năm 2006 đến tháng 5 năm 2011. Trong cuộc cải tổ nội các ngày 27 tháng 5 năm 2011, bà được Kabakumba Masiko thay thế chức vụ này. Trước đây bà từng là Thành viên của Nghị viện (MP), đại diện cho Quốc hội Phụ nữ của quận Sironko từ năm 2001 đến năm 2011 

## Bối cảnh và giáo dục
Bà sinh ra ở quận Sironko vào ngày 12 tháng 12 năm 1956. Beatrice Wabudeya tốt nghiệp Cử nhân Thú y (BVM) tại Đại học Makerere năm 1979 và tiếp tục lấy bằng Thạc sĩ Khoa học (MSc), chuyên ngành Khuyến nông, cũng từ Đại học Makerere năm 1996.

## Kinh nghiệm làm việc
Từ năm 1979 đến năm 1988, Beatrice Wabudeya làm nhân viên thú y ở quận Mbale. Từ năm 1988 đến năm 1993, bà làm Trưởng phòng Thú y của Quận Mbale. Từ năm 1993 đến năm 1996, bà là Giám đốc sản xuất của quận Mbale. Năm 1996, bà tham gia chính trường và tranh cử ghế phụ nữ của quận Mbale với tư cách đại diện của Phong trào kháng chiến quốc gia. Bà đã giành được ghế đó và phục vụ cho đến năm 2001.
Từ năm 1998 đến năm 1999, bà là Bộ trưởng Bộ Các vấn đề Giới và Văn hóa. Năm 1999, bà giữ chức Bộ trưởng Bộ Y tế (Chăm sóc sức khỏe ban đầu), một vị trí bà giữ cho đến năm 2001. Năm 2001, bà tranh cử vào vị trí Đại diện Phụ nữ cho Quận Sironko. Bà đã giành được ghế đó, và được bầu lại vào năm 2006. Wabudeya được bổ nhiệm làm Bộ trưởng cho Tổng thống năm 2006  phục vụ trong khả năng đó cho đến khi bà bị loại khỏi nội các vào tháng 5 năm 2011. Trong thời gian hai tháng, từ ngày 17 tháng 3 năm 2011  cho đến ngày 28 tháng 5 năm 2011, bà đồng thời giữ thêm chức Thị trưởng Chính quyền Thành phố Thủ đô Kampala.
Trong quá khứ, Wabudeya từng là nghị sĩ được bầu làm đại diện cho khu vực bầu cử phụ nữ của quận Sironko. Vào tháng 3 năm 2011, bà đã chạy đua tranh cử với Nandala Mafabi của đảng chính trị Diễn đàn Thay đổi Dân chủ (FDC) tại "Budadiri County West" ở quận Sironko. Mafabi đã thắng một cách gọn gàng. Năm 2014, bà được bổ nhiệm làm Chủ tịch Ủy ban Giải thưởng Tổng thống gồm tám thành viên với nhiệm kỳ 5 năm.